# Supramolekularna hemija
Supramolekularna hemija je domen hemije koji je izvan samih molekula. Fokus ove oblasti hemije je na hemijskim sistemima formiranim od diskretnog broja molekularni podjedinica ili komponenti. Sile koje su odgovorne za prostornu organizaciju mogu da variraju od slabih (intramolekularne sile, elektrostatičke ili vodonično vezivanje) do jakih (kovalentno vezivanje), dokle god je stepen elektronskog sprezanja između molekularnih komponenti mali u odnosu na relevantne energijske parametre komponente. Dok je fokus tradicionalne hemije na kovalentnim vezama, supramolekularna hemija se bavi slabijim i reverzibilnim nekovalentnim interakcijama između molekula. Te sile obuhvataju vodonično vezivanje, metalnu koordinaciju, hidrofobne sile, van der Valsove sile, pi-pi interakcije i elektrostatičke efekte. Važni koncepti koji su demonstrirani supramolekularnom hemijom obuhvataju molekularno samoformiranje, savijanje, molekularno prepoznavanje, domaćin-gost hemiju, mehanički vezane molekularne arhitekture, i dinamičku kovalentnu hemiju. Istraživanje nekovalentnih interakcija je od presudnog značaja za razumevanje mnogih bioloških procesa. Biološki sistemi su česta inspiracija za supramolekularna istraživanja.

## Spoljašnje veze
- [http://www.beilstein-journals.org/bjoc/browse/singleSeries.htm?sn=6